# Terma
Con il termine tibetano terma (scrittura tibetana:  གཏེར་མ་, Wylie: gter-ma, lett. "Tesoro nascosto") si indicano in quella lingua dei testi, quindi degli insegnamenti, o ancora degli oggetti cultuali quali statue o strumenti rituali,  nascosti  in un dato periodo storico all'interno di caverne, laghi, valli, rocce, colonne di un monastero, per essere riscoperti al momento dovuto e quindi divulgati per il bene degli esseri viventi.
Questa credenza, e il relativo termine che la indica, gter-ma, attiene essenzialmente a due sistemi religiosi tibetani: la tradizione buddista detta rnying-ma (རྙིང་མ་, "Antica") e la tradizione non buddista detta Bon ( བོན).

## Igter-manella tradizionernying-ma
All'interno di questa tradizione buddista, i gter-ma risalirebbero al maestro e taumaturgo dell'VIII secolo, originario della Uḍḍiyāna, Padmasambhava (པདྨ་འབྱུང་གནས།, Padma ’byung gnas) il quale, giunto in Tibet, vi insedierà gli insegnamenti relativi ai Tantra. Secondo questa tradizione, Padmasambhava prevedendo la persecuzione anti-buddista ordinata dal re Glang Dar-ma (གླང་དར་མ, Langdarma, regno: 836-842) nel IX secolo, avrebbe deliberatamente nascosto in diversi luoghi segreti, aiutato in questo dai suoi discepoli tra cui spicca la figura della principessa Ye shes mtsho rgyal (ཡེ་ཤེས་མཚོ་རྒྱལ, Yeshe Tsogyal), molti insegnamenti affinché non andassero perduti.
In questo contesto tradizionale i gter-ma vengono suddivisi in:
- sa-gter (ས་གཏེར, "terma della terra") che corrispondono a dei rotoli gialli (ཤོག་སེར, shog ser)  in cui sono raccolti dei brevi testi dai contenuti criptici che, utilizzando il linguaggio simbolico delle mkha' 'gro ma (མཁའ་འགྲོ་མ་, rende il sanscrito ḍākinī), hanno  lo scopo di richiamare alla mente del gter ston (གཏེར་སྟོན, tertön, il "rivelatore dei Tesori") il testo compiuto. I sa-gter  possono corrispondere anche a dei testi già completi.
- rdzas-gter (རྫས་གཏེར, "terma materiali") che corrispondono a oggetti sacri quali statuette, strumenti rituali, sostanze di vario genere, benedetti dallo stesso Padmasambhava.
- dgongs-gter ( དགོངས་གཏེར, "terma della mente") che corrispondono a insegnamenti conservati nella mente di saggezza dei gter ston, a cui questi si risvegliano.